# Chucho Navarro
José de Jesús Navarro Moreno, conocido artísticamente como Chucho Navarro (Irapuato, Guanajuato, 20 de enero de 1913 - Ciudad de México, 24 de diciembre de 1993) fue un cantante y compositor de boleros mexicano e integrante original, junto con Alfredo Gil y Hernando Avilés, del Trío Los Panchos durante casi 50 años.

## Los comienzos
Sus padres fueron Juan José Navarro, Director y ejecutante del flautín de la Banda Militar de la ciudad y de Silvestra Moreno. Quedó huérfano de padre a los tres años en el año 1916. Posteriormente, se trasladó a Aguascalientes, donde transcurrió su infancia y adolescencia.
Desde los cuatro años cantaba en la fonda de su madre con su hermana Antonia, diez años mayor a la cual acompañaba cantando contraltas, pues su tesitura de niño era muy aguda y era la atracción de la fonda (por ser tan pequeño su hermana lo traía de la oreja para que cumpliera) también le enseñó a tocar la guitarra y juntos cantaban muchas canciones del siglo antepasado.
Su madre falleció en 1930 cuando tenía 17 años y el partió a Ciudad de México a ver a su abuelo, el General Juan José Navarro Ibarguengoitya y ayudado por su guitarra siguió sus estudios hasta llegar a la Facultad de Medicina. En ese entonces conoce al guitarrista Alfredo Bojalil Gil (conocido después como Alfredo Gil) en la emisora XEW donde colaboraban, ya sea cantando o tocando la guitarra, con la orquesta o con algún intérprete que necesitara su auxilio, entre ellos por ejemplo el puertorriqueño Rafael Hernández, Toña la Negra, Pedro Vargas y Agustín Lara.

## Los Panchos
A mediados del año 1937 Chucho interrumpe su tesis de la Facultad de Medicina y empieza una agrupación de voces y guitarras que ejecutaba música folclórica Mexicana con Alfredo Gil y el hermano mayor de éste, Felipe Bojalil Gil, el cual se llamó “El Charro Gil Y Sus Caporales”. En el año 1938 parten a la ciudad de Nueva York donde permanecen 10 años. Transcurridos seis años, Felipe Gil, conocido como el “Charro Gil” conoció a la cantante Eva Garza con quien contrajo matrimonio y se separa a principios del año de 1944 de la agrupación.
Alfredo Gil y Chucho Navarro, decididos a seguir juntos como artistas, emprendieron la búsqueda de una primera voz para su nueva agrupación. El elegido fue el cantante y guitarrista puertorriqueño Hernando Avilés, quien originalmente cantaba Tangos con Orquesta, en Manhattan. Así, el 14 de mayo de 1944, Chucho Navarro, Alfredo Gil y Hernando Avilés, inician su propio grupo denominado "Los Panchos" y debutaron en el “Teatro Hispano de Nueva York”, el “Hotel Pierre”, y el “Carnegie Hall”.
La idea del nombre “Los Panchos” surgió a raíz del reconocimiento del nombre “Pancho" como símbolo de identidad mexicano por la popularidad del guerrillero Pancho Villa.
Cuando los artistas regresaron de Nueva York a México en 1948, ya eran reconocidos en los lugares más recónditos de la República y al pisar México ya era una institución reconocida por su concepto “creado” para cantar boleros en tres voces, además introdujeron el instrumento llamado requinto que fuera inventado y patentado por Alfredo Gil.
Las primeras presentaciones del Trío, las hicieron en “El Patio”, convirtiéndolo en el más apreciado centro nocturno de ese tiempo. Luego establecieron una tradición en el "Blanquita", el “Teatro Folis”, el “Teatro de la Ciudad” e infinidad de Centros nocturnos.
También fue de los primeros músicos populares que festejó sus “Bodas de plata” (25 años) en el “Teatro de Bellas Artes”. No pudo celebrar sus “Bodas de Oro”, ya que falleció el 24 de diciembre de 1993 a la edad de 80 años, en la Ciudad de México, siendo el único miembro fundador del trío que permaneció activo en la agrupación hasta su fallecimiento
Las agrupaciones contemporáneas que siguen conservando el romanticismo de la época son muchas de las cuales destaca el grupo "Músico Vocal" *Signori*
Los Señores Del Canto que con su inigualable estilo conservan el romanticismo que solo "Los Panchos" lograron dejar plasmados en la época dorada de la música mexicana.

## Como compositor
A su nombre, fueron registradas casi un millar de canciones agrupadas por géneros de la siguiente manera:
Canciones Vernáculas:
“Canción del camino”, “Por ellas”, “Soy ranchero”, “El aguamielero”, “El Guayabo”, “Borracho enamorado”, “Ya con el tiempo”, “Aquí vengo”.
Canciones Festivas:
“El burro socarrón”, “Peláos estos”, “Gendarme 777”, “Cosas que pasan”, “El tigre rasurado”, “El zapato”, “El Loro Profesor“.
Canciones religiosas:
“Vive Dios”, “Cristo de Río”, “Yo pecador”, “Dios te bendiga”, “Navidad y Año Nuevo”, ”Hable con Dios”.
Canciones escritas para su primera voz Hernando Avilés:
“Lejos de Borinquen"
Las canciones más legendarias de este fructífero compositor se escuchan en un género totalmente diferente pero de clase mundial que así como el trio se generó solamente en México , canciones como Rayito De Luna se escucha con acordeón , guitarra y guitarrón con El Grupo Signori en cada rincón donde hasta la fecha se presentan.

## Canciones Clásicas de la Primera y Segunda Época de Oro
“Rayito de Luna”, “Una Copa más”,”Sin un Amor”, “Sin remedio”, “Maldito corazón”, “Te espero”, Hasta mañana”, “Una voz”, “Volverás”, “Perdida”, “Alma de negro” ,“Amor de maldición”, “Cosas que pasan”, “Flor del arroyo”, “Dulce, dulce, dulce”, “Regresa mi canción”, “Eternamente” , “Princesa de la noche”, “Miedo”,”Flor del Arroyo”, “Flor de Roca”, “Lo dudo”, “Olvida lo pasado”, “No me dejes”, “Fácil”, “Escándalo”, “Dos palabras más”, “No me vuelvas a ver”, etc.
Segunda (con Jhonny Albino) “Jamás, jamás, jamás”, “La corriente”, “Cruel filosofía”, “Al canto de la paloma”, “Llora por mí”, “Me quedé dormido”, “Se vive una vez”, “La geisha”, “Se llama fujiyama”, “Rumba japonesa”, “Nuestros hijos”, “Pérdida”, “El árbol viejo”, etc.

## El éxito en los escenarios más importantes del Mundo
“Teatro de Bellas Artes”,”Teatro Margo”, “Teatro Blanquita”, “Teatro de la Ciudad”,”Teatro Follis”, El Patio”,”El Cápri” ”Esperanza Iris”,”Carpa Rio”,”Carpa México” y el Auditorio Nacional, en México; “Hotel Pierre”,”Teatro Carnegie hall”, Nueva york; “Date Country Auditórium”, Miami; “Caribe Hilton”,“Teatro de Bellas Artes”, Puerto Rico; “Hotel-Casino de Atlantic City”, “Teatro Teresa Carreño” de Venezuela; “Hotel Tequendama”, Bogotá,”Fortaleza” Cartagena de Indias Col.; “Viña del Mar”, Chile; “Teatro Austral”, “Teatro de la Plata” y “Teatro Opera”, en Buenos Aires, Argentina etc. en Europa: en la península ibérica,”Bar Chicote”,”Cleofás”en Madrid “Auditorios”, en el País Vasco, San Sebastián,”En Palacio” en Asturias, Barcelona, las siete Islas Canarias, etc. a Japón viajaron en varias ocasiones, llegaron por primera vez empezando los “50”con Raúl Shaw Moreno, 1ª voz y después grabaron siete Long Plays, con Johnny Albino en aquel país tan distante, fue tan grande el éxito que surgieron varios tríos imitadores denominados Los Panchos de Tokio, Los Panchos de Osaka, Los Panchos de Nagoya, de Fuji, etc;

## Discografía
Los Panchos grabaron en su idioma original español, pero también incursionaron grabando temas en idiomas japonés, griego, inglés, ruso y árabe. Luego de producirse el retiro, por cansancio, de Alfredo Gil, Chucho Navarro grabaría dos álbumes más con el trío: "Los Panchos Hoy” y "Los Panchos A su Manera” donde fueron incluidos en castellano temas Italianos y franceses para el “Mundial de fútbol, Barcelona 92 “ y como ayuda para la práctica del idioma.
Los Panchos fueron galardonados en países tan distantes como Egipto, Grecia, Japón, China, Tailandia y la ex unión Soviética precisamente en tiempo en que no era tan fácil llegar a sitios como aquellos. La discografía de “Los Panchos” comprende más de 300 elepés, con alrededor de 3500 canciones. Esta discografía no ha sido compilada hasta ahora.

## Frases de Chucho Navarro
“Una misión cumplida”:
“Yo he visto mil cosas en la vida surgir, siglo, renacimiento, conquista del espacio, mil teorías que encaminan al hombre hacia un mejor vivir, pero de todo lo poco que yo he sido, doy gracias a la vida, misión cumplida, misión cumplida”. México, 1976.

“Me siento feliz porque después de casi medio siglo, Los Panchos siguen interesando y emocionando a jóvenes. Es maravilloso ver cómo se llenan los locales con una juventud que oscila entre los 15 y 30 años. Ello significa que les interesa la canción romántica, que les conmueven las letras de nuestras canciones que sólo hablan de amor”.- México, 1993.

“Cuando me muera, lo haré con la satisfacción de haber creado un estilo tan peculiar, que hasta ahora ningún otro trío ha podido superarlo, ni aun habiendo surgido tanto imitadores. Ser distintos fue mi mayor preocupación desde que iniciamos nuestra carrera”.- México, 1986.

“La mayor satisfacción que pueda llevar para el otro mundo sería el convencimiento de que Los Panchos siga sonando en todo el mundo. Espero que mi hijo se ocupe de ello”. – Madrid España, 1990.

Yo tengo una profunda convicción de que Dios me ha ayudado en todo momento de mi vida. Aquellos días en que viajábamos por todo el mundo y siempre teníamos éxito y reconocimiento, es sólo lo que Dios nos dio.”-. México, Dic.1993